# Porotrichum piniforme
Porotrichum piniforme là một loài Rêu trong họ Neckeraceae. Loài này được (Brid.) Mitt. miêu tả khoa học đầu tiên năm 1869.